# Parkfryle
Parkfryle (Luzula forsteri) är en tågväxtart som först beskrevs av James Edward Smith, och fick sitt nu gällande namn av Dc. Parkfryle ingår i frylesläktet som ingår i familjen tågväxter. Arten har ej påträffats i Sverige. Inga underarter finns listade i Catalogue of Life.

## Bildgalleri

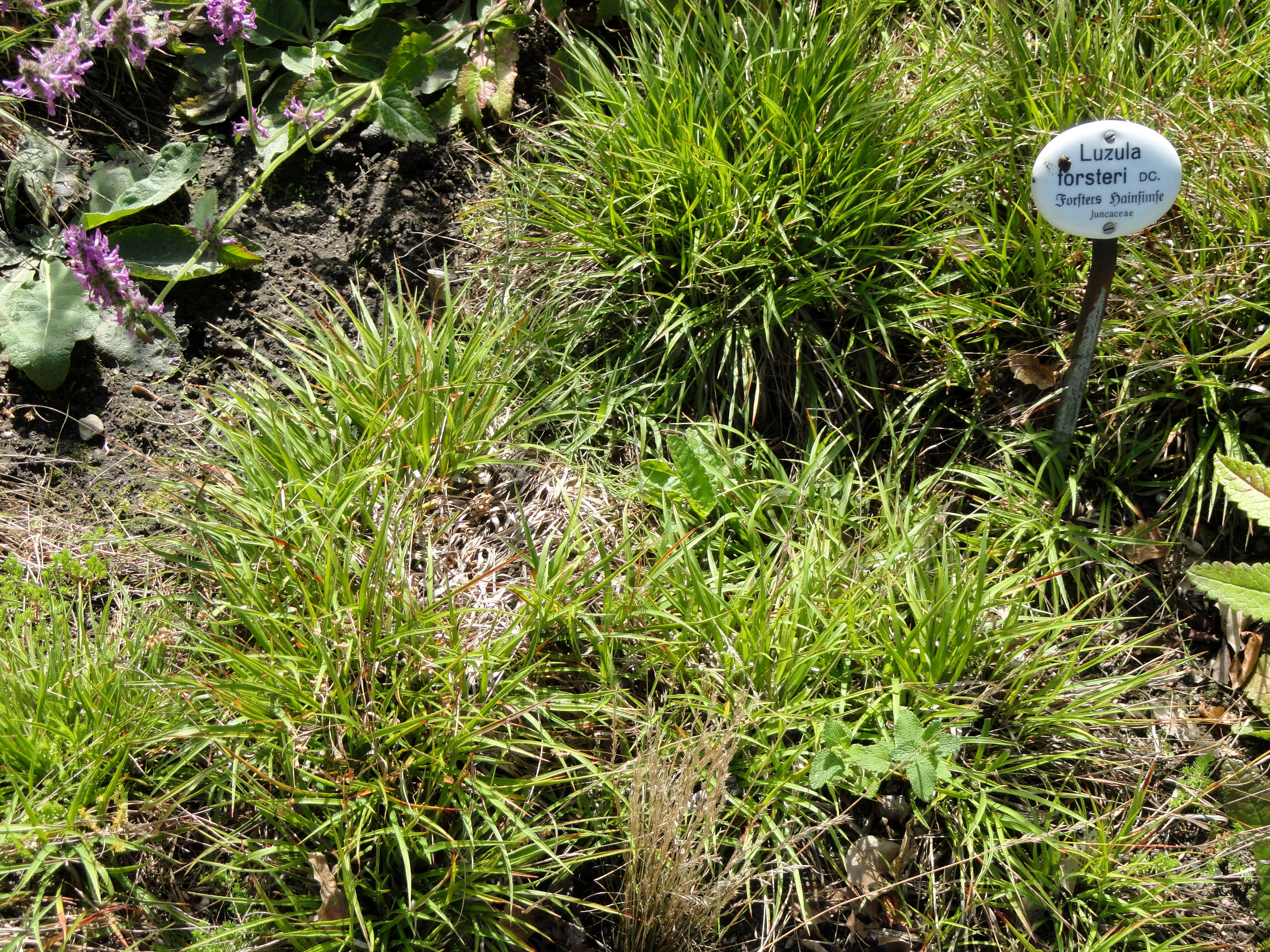
Botaniska trädgården vid Universitetet i Frankfurt
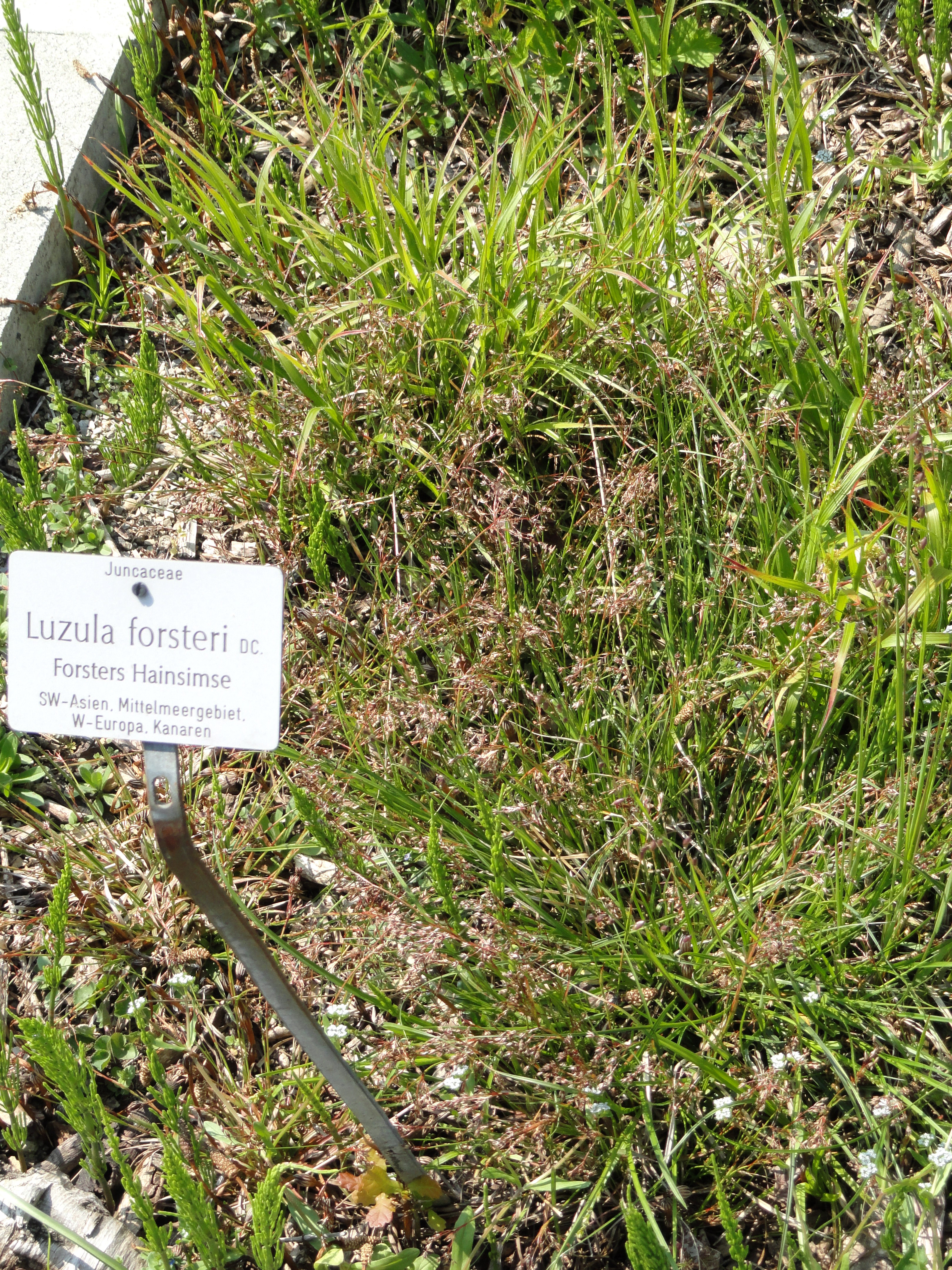
Botaniska trädgården i München-Nymphenburg